# Marius Mitrea
Marius Mitrea (Galati, Romania, 25 de febrer de 1982) és un home de negocis dedicat a les exportacions i àrbitre de rugbi representant de la Federació Italiana de Rugbi.
Originari de Romania, Mitrea emigra a Treviso, Itàlia l'any 1999 tot just finalitzar els seus estudis de batxillerat on havia aprés: italià, castellà, francès i anglès, a més a més del romanès. A Galați, Mitrea havia jugat a l'equip local de rugbi i seguir practicant l'esport en arribar a Itàlia. El 2006, va decidir començar amb l'arbitratge i el 2007 va arbitrar el seu primer partit entre els equips sub 15 de Padova i Casale a Padua.
Professionalment, Mitrea va començar a arbitrar en el Campionato Nazionale Eccellenza, el màxim torneig a nivell italià, l'any 2009 i va fer el pas europeu en ser un dels representants italians a la Pro12 en un partit entre Connacht vs Escarlates el 10 de setembre de 2011. Aquell any també debutar a la European Challenge Cup i el 2013 va fer el salt a la European Rugby Champions Cup (Aleshores anomenada Heineken Cup).
A nivell internacional va fer el seu debut l'any 2010, en un partit entre les seleccions de Bèlgica vs Canadà a Brussel·les. Més tard faria el seu debut a la European Nations Cup abans de fer el seu debut al Torneig de les Sis Nacions com a assistent en l'edició de 2014.  L'any 2013 fou un del membres del cos d'àrbitres de la Copa del Món junior de Rugbi.
Al setembre 2015, fou designat com a àrbitre assistent a la Copa del Món de Rugbi de 2015.